# 塔蒂安娜 (希臘王妃)
希臘和丹麥的塔蒂安娜王妃（英語：Princess Tatiana of Greece and Denmark，婚前名為塔蒂安娜·艾蓮卡·巴特力（Tatiana Ellinka Blatnik），1980年8月28日—）是希臘王子尼古拉斯的前妻。她亦曾是希臘末代国王康斯坦丁二世和安妮-玛丽王后的其中一位媳婦。

## 早年生活
塔蒂安娜王妃出生在委內瑞拉、擁有斯洛文尼亚血統並在瑞士長大。她的生父Ladislav Vladimir Blatnik在她只有六歲時便去世，於是由擁有德國血統的母親Marie Blanche Bierlein一人扶養成人。她外祖母Countess Ellinka von Einsiedel是黑森选侯威廉二世的後人之一。2003年，王妃在美國乔治城大学得到社會學的學位。直至2010年7月，她是知名時裝品牌Diane von Fürstenberg的公關及活動策劃人。

## 婚姻
王妃是在2003年滑雪時透過友人認識尼古拉斯王子的。2009年12月28日，希臘王室宣布兩人訂婚的消息。兩人2010年8月25日在希臘斯派采岛結婚，丹麥、荷蘭、瑞典及西班牙的王室成員均有出席。